# Aminata Diouf
Aminata Diouf (* 18. Februar 1977) ist eine ehemalige senegalesische Leichtathletin, die sich auf den Sprint spezialisiert hat.

## Sportliche Laufbahn
Erste internationale Erfahrungen sammelte Aminata Diouf vermutlich im Jahr 1995, als sie bei den Juniorenafrikameisterschaften in Bouaké in 12,56 s den sechsten Platz im 100-Meter-Lauf belegte und über 200 Meter mit 25,43 s auf Rang fünf gelangte. 1998 gewann sie bei den Afrikameisterschaften in Dakar in 3:31,42 min gemeinsam mit Mame Tacko Diouf, Amy Mbacké Thiam und Gnima Touré die Silbermedaille mit der senegalesischen 4-mal-400-Meter-Staffel hinter dem Team aus Nigeria. Zudem belegte sie mit der 4-mal-100-Meter-Staffel in 44,59 s den vierten Platz. Im Jahr darauf erreichte sie bei der Sommer-Universiade in Palma das Finale über 100 Meter und belegte dort in 11,37 s den sechsten Platz und wurde im 200-Meter-Lauf in 23,37 s Vierte. Zudem verpasste sie mit der 4-mal-100-Meter-Staffel mit 47,21 s den Finaleinzug. Anschließend schied sie bei den Weltmeisterschaften in Sevilla mit 11,65 s in der ersten Runde über 100 Meter aus und verpasste mit der 4-mal-400-Meter-Staffel mit 3:30,99 min den Finaleinzug. Daraufhin schied sie bei den Afrikaspielen in Johannesburg mit 11,81 s im Halbfinale über 100 Meter aus. 2000 klassierte sie sich bei den Afrikameisterschaften in Algier mit 11,58 s auf dem vierten Platz über 100 Meter und gewann mit der 4-mal-100-Meter-Staffel in 44,62 s gemeinsam mit Bintou N'Diaye, Mame Tacko Diouf und Aïda Diop die Silbermedaille hinter dem Team aus Ghana. Anschließend kam sie bei den Olympischen Sommerspielen in Sydney mit 11,65 s nicht über den Vorlauf über 100 Meter hinaus und verpasste mit der 4-mal-400-Meter-Staffel mit 3:28,02 min den Finaleinzug.
2001 startete sie erneut bei den Studentenweltspielen in Peking und schied dort im 200-Meter-Lauf mit 24,02 s im Halbfinale aus. Im Jahr darauf kam sie bei den Afrikameisterschaften in Radès über 100 Meter nicht ins Ziel und 2003 erreichte sie bei den Weltmeisterschaften in Paris das Finale mit der 4-mal-400-Meter-Staffel, wurde dort aber disqualifiziert. Anschließend schied sie bei den Afrikaspielen in Abuja mit 11,58 s im Halbfinale über 100 Meter aus und gewann in 45,422 s gemeinsam mit Aïssatou Badji, Fatou Bintou Fall und Aïda Diop die Bronzemedaille hinter Nigeria und Südafrika. Im Jahr darauf schied sie bei den Afrikameisterschaften in Brazzaville mit 23,34 s im Halbfinale aus und gewann in 45,21 s gemeinsam mit Fatoumata Coly, Aïda Diop und Aïssatou Badji die Bronzemedaille hinter den Teams aus Nigeria und Südafrika. Anschließend startete sie mit der 4-mal-400-Meter-Staffel bei den Olympischen Sommerspielen in Athen und verpasste dort mit 3:35,18 min den Finaleinzug.
2005 schied sie bei den Weltmeisterschaften in Helsinki mit der 4-mal-400-Meter-Staffel mit 3:29,03 min im Vorlauf aus und im Jahr darauf belegte sie bei den Afrikameisterschaften in Bambous mit 47,22 s den vierten Platz in der 4-mal-100-Meter-Staffel. 2007 schied sie bei den Afrikaspielen in Algier mit 11,67 s und 23,92 s jeweils im Halbfinale über 100 und 200 Meter aus und wurde mit der Staffel in 45,26 s Vierte. Im Jahr darauf wurde sie bei den Afrikameisterschaften in Addis Abeba im Finale über 100 Meter disqualifiziert und verhalf der 4-mal-100-Meter-Staffel zum Finaleinzug. Im Juli bestritt sie in Cagliari ihren letzten offiziellen Wettkampf und beendete daraufhin ihre aktive sportliche Karriere im Alter von 31 Jahren.
In den Jahren von 1998 bis 2000 sowie 2003, 2004 und 2008 wurde Diouf senegalesische Meisterin im 100-Meter-Lauf sowie 1998, 2003 und 2004 und 2008 auch über 200 Meter.

## Persönliche Bestleistungen
- 100 Meter: 11,24 s (+1,5 m/s), 15. August 1999 in La Chaux-de-Fonds (senegalesischer Rekord)
  - 60 Meter (Halle): 7,42 s, 23. Februar 1999 in Eaubonne
- 200 Meter: 22,90 s (+0,4 m/s), 5. Juli 1998 in Dijon
- 400 Meter: 53,72 s, 30. Juni 2004 in Rennes